# Merville (Alto Garona)
 Merville  es una población y comuna francesa, en la región de Mediodía-Pirineos, departamento de Alto Garona, en el distrito de Toulouse y cantón de Grenade-sur-Garonne.

## Demografía
| 914 | 1053 | 1365 | 1929 | 2289 | 2796 |
| Para los censos de 1962 a 1999 la población legal corresponde a la población sin duplicidades (Fuente: INSEE [Consultar]) |      |      |      |      |      |

## Monumentos

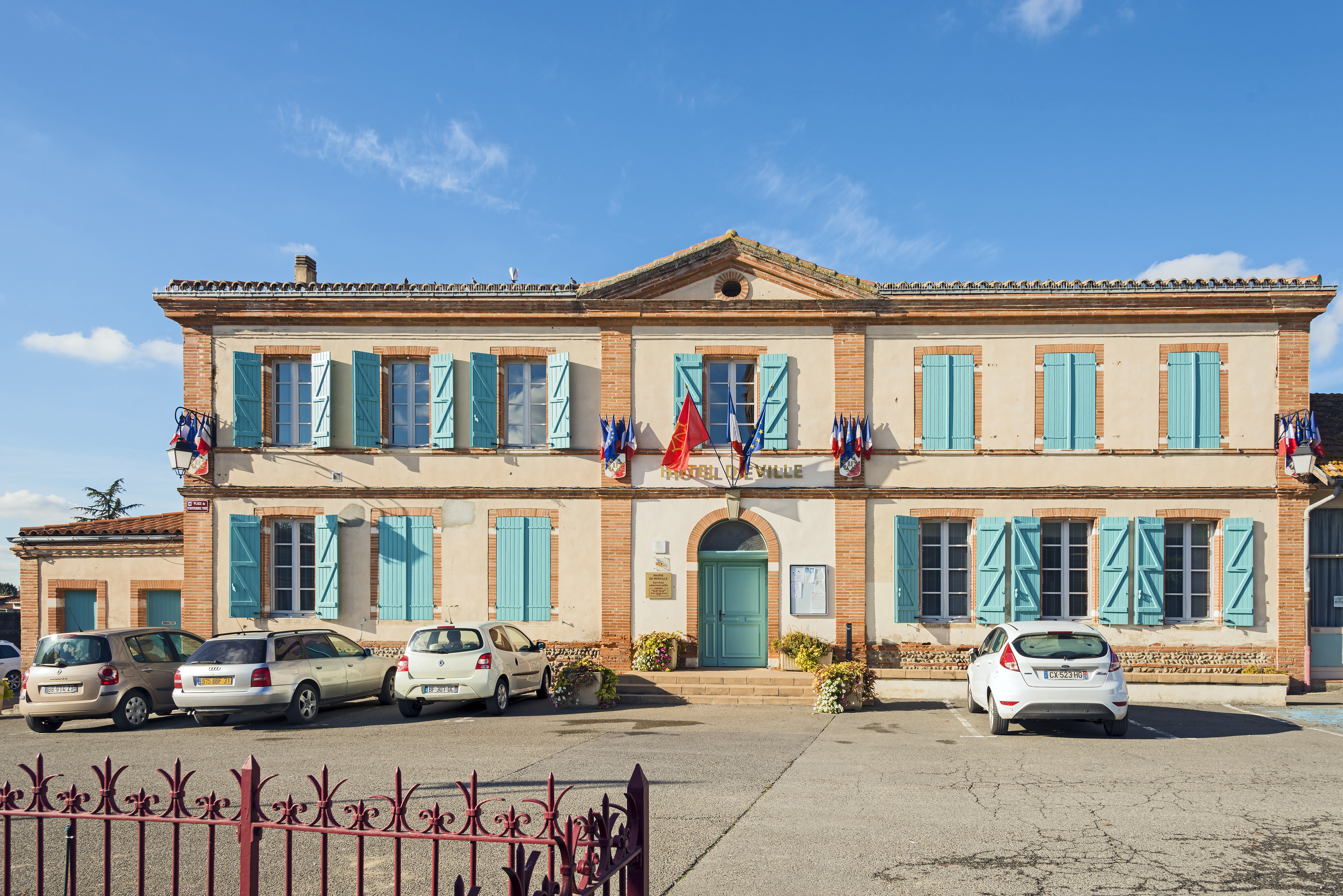
El ayuntamiento.
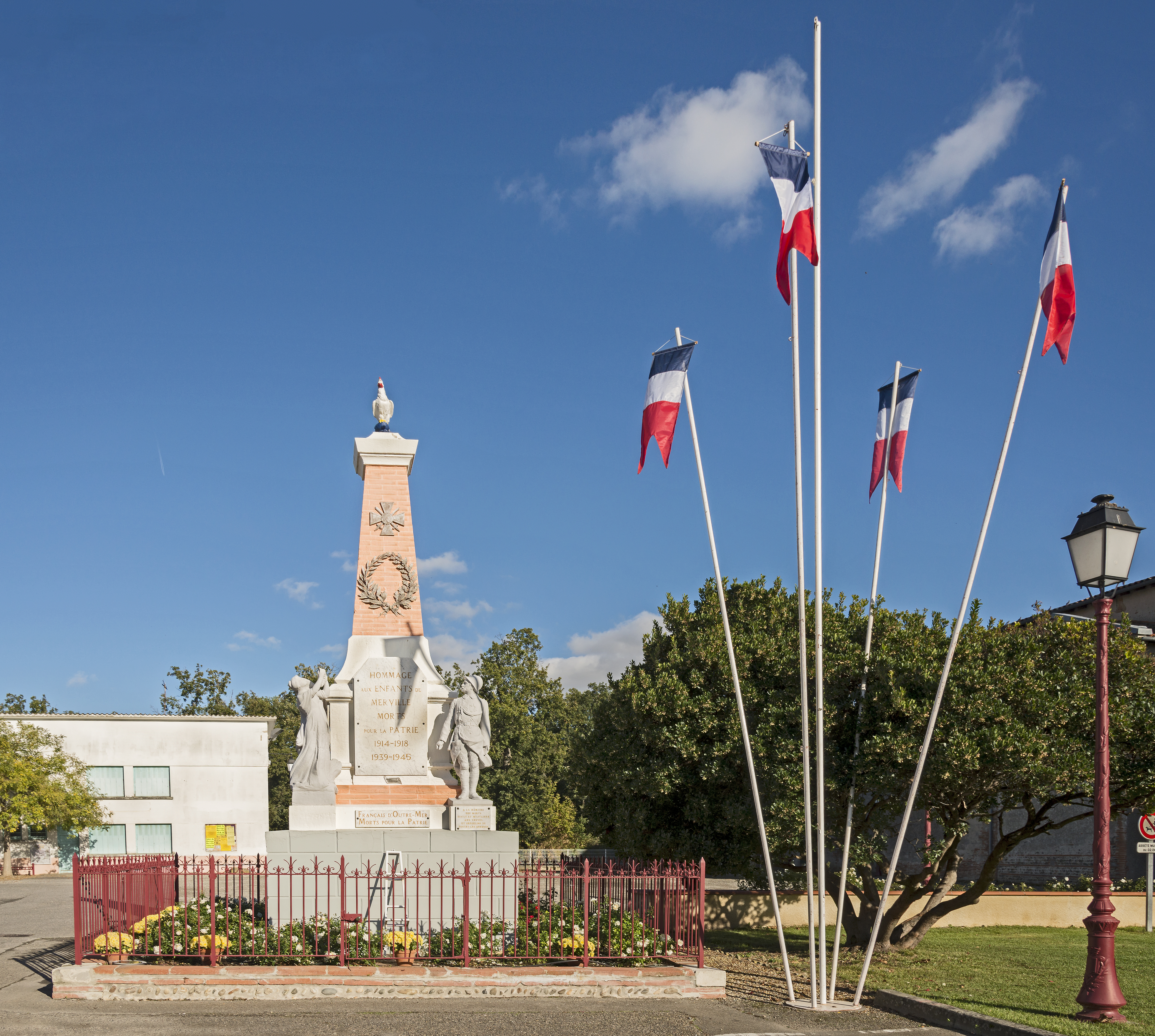
Monumento a los caídos
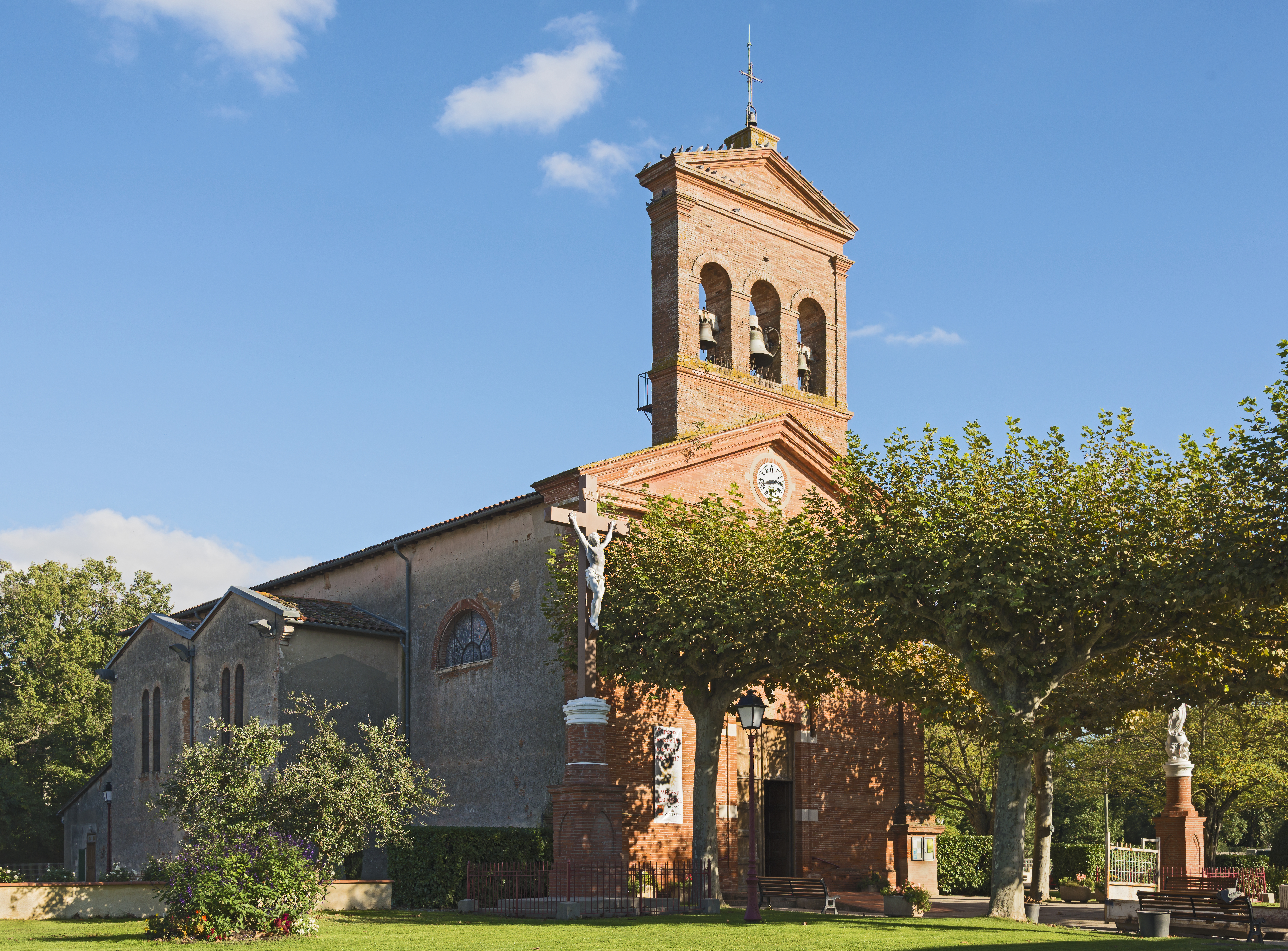
Iglesia
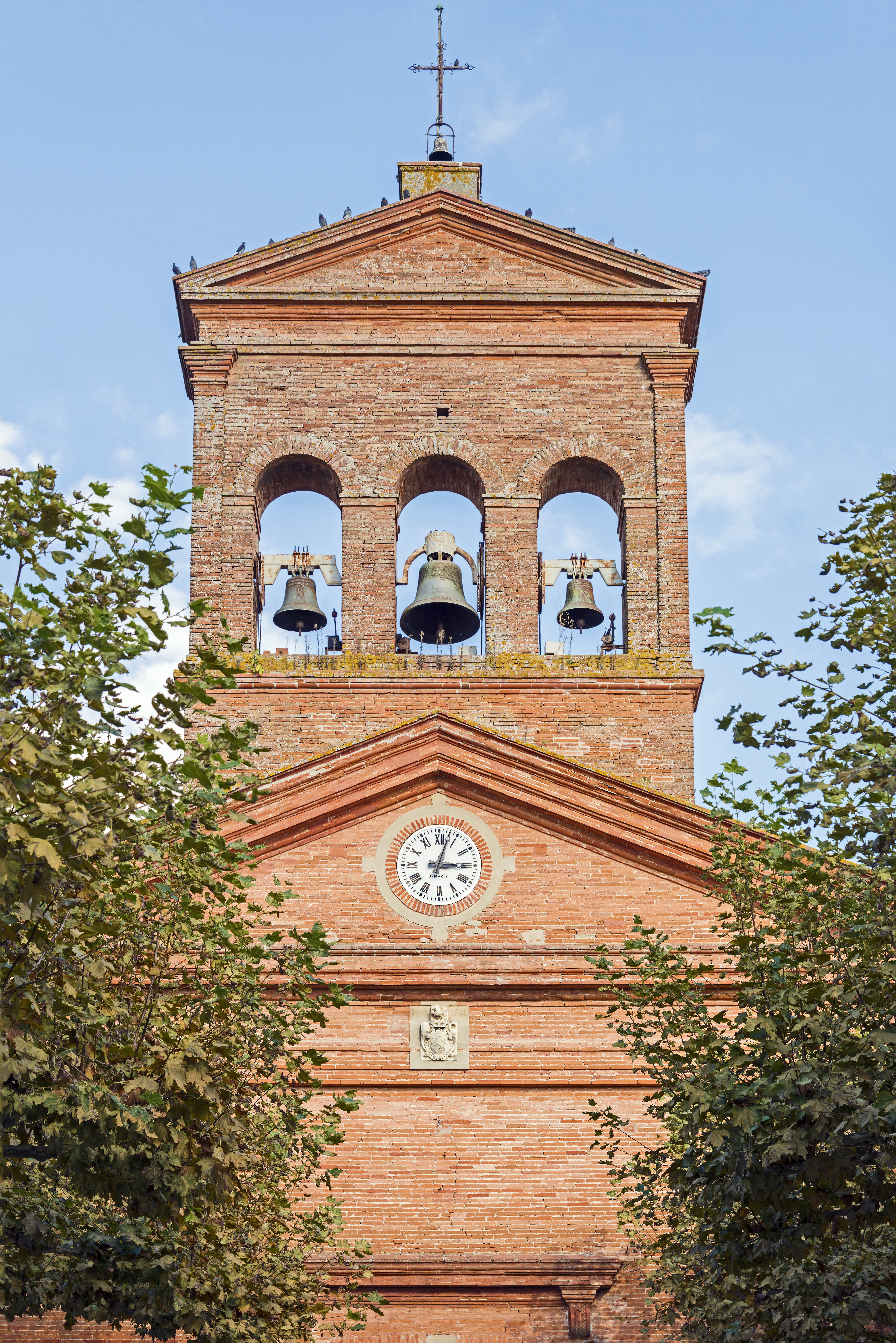
campanario
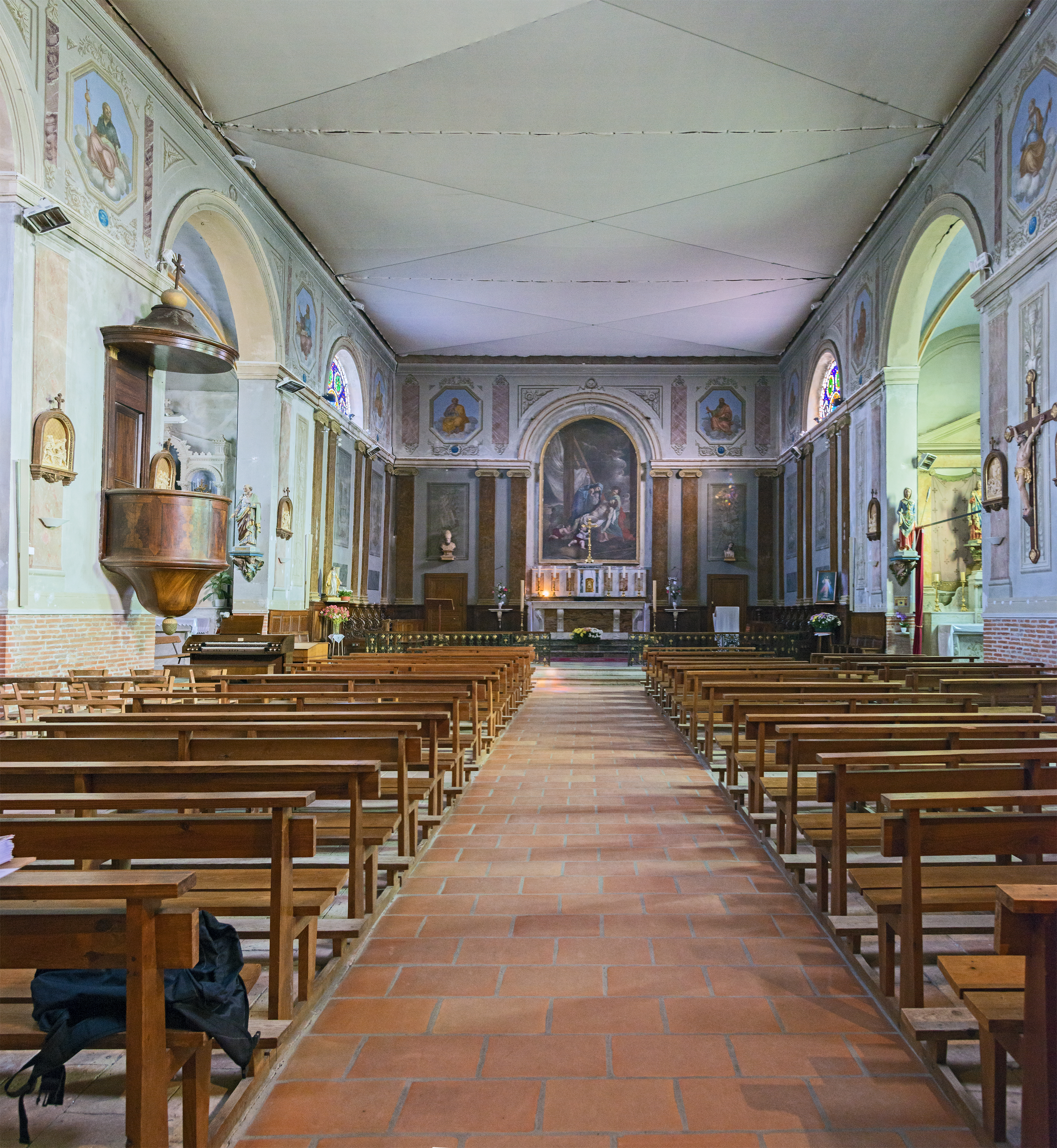
la nave
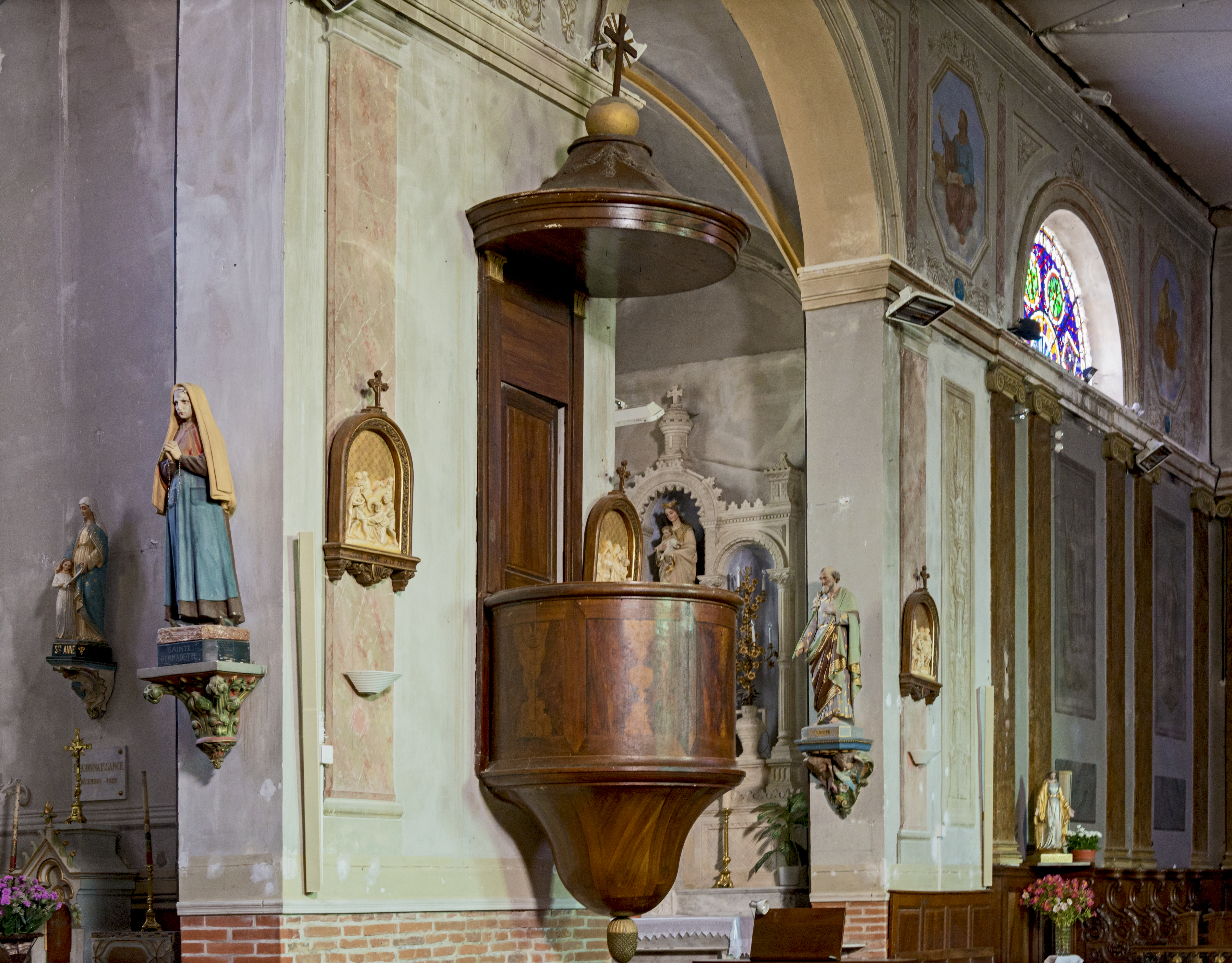
el púlpito
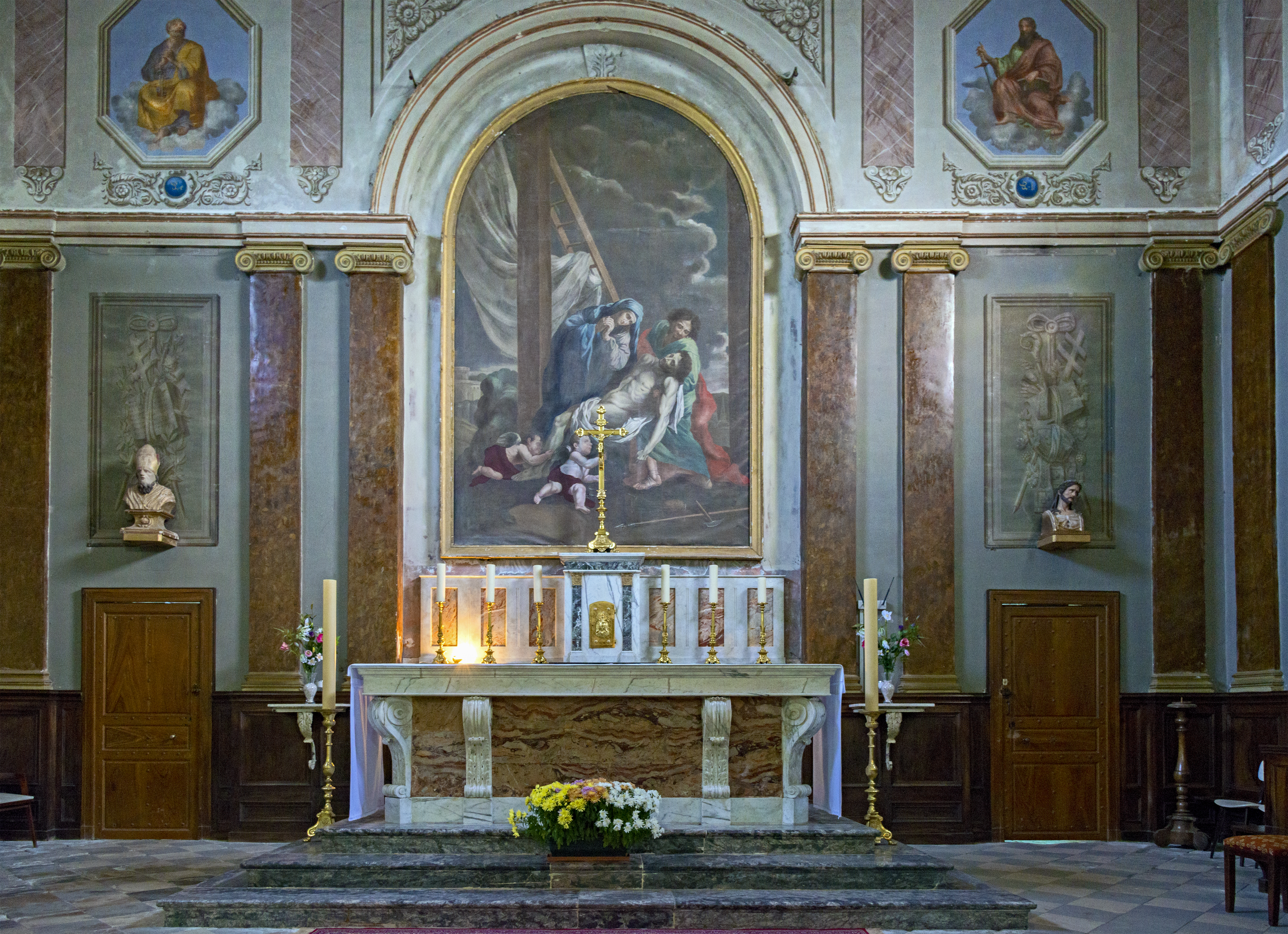
el altar
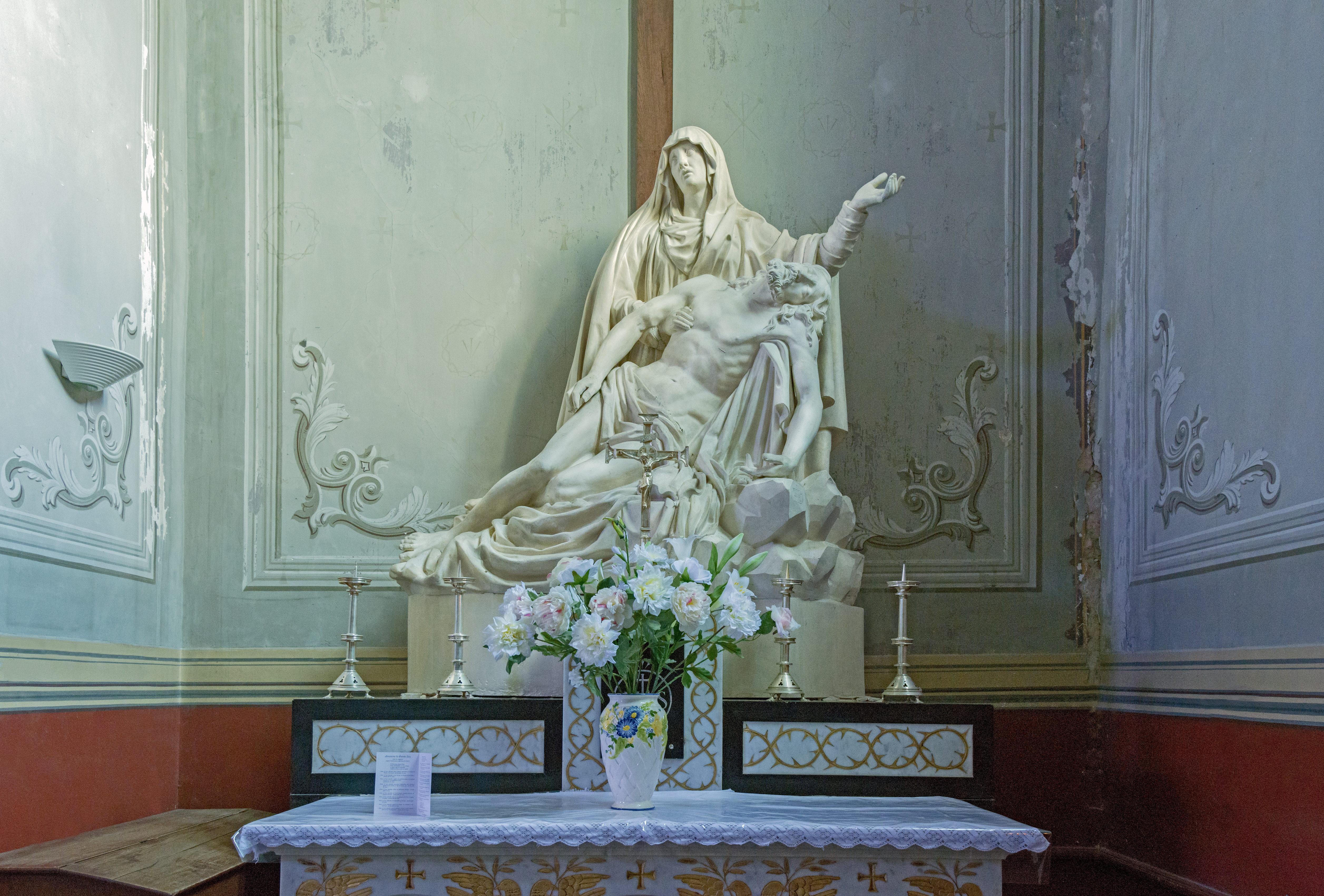